# Beautiful World (V6の曲)
「Beautiful World」（ビューティフル・ワールド）は、V6の46枚目のシングル。2016年6月8日にavex traxから発売された。

## 解説
初回生産限定盤A、初回生産限定盤B、通常盤の3形態で発売された。
形態独自の特典のほか、全形態共通のGREEゲームアプリ「ラブセン〜V6とヒミツの恋〜」との期間限定（発売 - 2016年6月2日(火）23：59まで）コラボ施策特典付シリアルナンバーも封入された。
通常盤には2013年発売の「君が思い出す僕は 君を愛しているだろうか」以来約3年ぶりにトニセン（20th Century）とカミセン（Coming Century）の楽曲を収録した。
各盤のジャケットおよび通常盤初回ブックレットは森栄喜の撮影。
単独A面シングルは本作を最後に出なくなり、次作以降は全て両A面でのリリースとなった（2021年6月時点で7作連続両A面で、同年11月にグループ解散）。

## チャート成績
本作は初週11.6万枚を売り上げ、2016年6月20日付オリコン週間シングルランキング首位に初登場し、シングル首位獲得を通算28作とした。
シングルTOP10入り連続年数は、デビュー曲「MUSIC FOR THE PEOPLE」（1995年11月13日付、週間3位）で記録した1995年から22年連続となり、安室奈美恵（1995 - 2016年＝22年連続）と並んでアーティスト歴代1位タイ記録となった。また男性アーティストとしては、GLAY（1996 - 2016年＝21年連続）を抜き歴代単独1位になった。

初週売上げが10万枚を突破したのは「HONEY BEAT/僕と僕らのあした」（2007年1月発売）以来16作ぶり。

## 収録曲

### CD
※「不惑」以降、通常盤のみ収録。
1. Beautiful World [3:56]
作詞・作曲：秦基博
編曲：皆川真人
  - 井ノ原快彦出演 テレビ朝日系ドラマ『警視庁捜査一課9係 season11』主題歌
  - 坂本と井ノ原にソロパートがある。
  - プリンスホテル「夏プリ 2016」CMソング

秦はギター演奏と間奏のコーラスにも参加している。[1][5]
2. by your side [4:30]
作詞：SHIKATA
作曲：SHIKATA・REO
編曲：REO
  - 12thシングル「Believe Your Smile」アンサーソング
  - GREE「ラブセン〜V6とヒミツの恋〜」TVCMソング
  - TBS系『アメージパング!』エンディングテーマ

タイトルの略称"bys"は、12thシングル「Believe Your Smile」と対応しており、歌詞も似通っている部分がある[3]。
3. 不惑 [3:29] - 20th Century
作詞：堀込高樹
作曲：Nicklas Eklund・Kevin Borg・川口進
編曲：Nicklas Eklund
デモテープの段階では英語の歌詞が当てられていたが、KIRINJIの堀込高樹が全編日本語で作詞した[3]。
メンバーの井ノ原が不惑（40歳）を迎えての楽曲である。
4. テレパシー [4:52] - Coming Century
作詞・作曲：小林正俊
編曲：久米康嵩
曲の最後のセリフ「バイバイ」は、メンバー3人全員が同時に言っている[6]。
5. Beautiful World（Instrumental）
6. by your side（Instrumental）
7. 不惑（Instrumental）
8. テレパシー（Instrumental）

### DVD

#### 初回生産限定盤A
1. Beautiful World（Music Video）
2. Beautiful World（Music Video & Jacket Shooting Making）

#### 初回生産限定盤B
1. by your side（Lip Synch Video）
2. “君”に選ばれるのは誰だ？！スペシャル
3. Beautiful World（Choreographed Video）-Bouns Video-